# Kutan (sídlo)
Kutan je v původním významu pastýřský tábor na zimní pastvině v nížínách. V současnosti se jedná o osadu administrativně přiřazenou k některému z dagestánských horských okresu. Může se skládat z několika desítek až stovek domácností. Často nemají oficiální status ani jméno, ale postupem času mohou získat status venkovského sídla. Například bývalý kutan Zarečnoje u města Kizljar.

## Vznik
Slovo kutan (кутан) pochází z kumyckého slova kotan (къотан) znamenající území trvalého umístění hospodářských zvířat. Kutany začaly systematicky vznikat na území Dagestánu ve třicátých letech dvacátého století pro rozvoj horských oblastí tj. každý horský okres v Dagestánu dostal v nížinách přidělená území (kutany). Kutany měly být osídleny pouze zimních měsících.

## Problémy
Intenzivní hospodářství neslo postupem času závažné ekologické problémy spojené s erozí půdy a vzniků pouští. Po snížení počtů zemědělských zvířat se z kutanů stala novodobá ghetta, hlavně po rozpadu Sovětského svazu v roce 1991. Území která byla dříve osídlena pouze v zimních měsících jsou dnes osídlena horaly trvale. V místech je vysoká nezaměstnanost a kvete v nich černý obchod.
Jelikož kutany jsou oficiálně součástí horských okresů, musí lidé řešit veškeré administrativní záležitosti na úřadech vzdálených i několik stovek kilometrů. Horské okresy jsou v zimních měsících obtížně dostupné.
Dalším problémem je radikalizace obyvatelů kutan v oblasti náboženství (Islám – Salafíja), hlavně u mladé mužské populace, která nevidí ve společnosti jiné uplatnění. Dagestán patří v tomto směru v celosvětovém měřítku k nejproblematičtějsím oblastem.